# Corythalia argentinensis
Corythalia argentinensis är en spindelart som beskrevs av Galiano 1962. Corythalia argentinensis ingår i släktet Corythalia och familjen hoppspindlar. Inga underarter finns listade i Catalogue of Life.